# Бартон (Вермонт)
Бартон (енгл. Barton) град је у америчкој савезној држави Вермонт.

## Демографија
По попису из 2010. године број становника је 737, што је 5 (-0,7%) становника мање него 2000. године.
| Група             | 2000.       | 2010.       |
| Белци             | 715 (96,4%) | 707 (95,9%) |
| Афроамериканци    | 3 (0,4%)    | 2 (0,3%)    |
| Азијати           | 0 (0,0%)    | 10 (1,4%)   |
| Хиспаноамериканци | 3 (0,4%)    | 5 (0,7%)    |
| Укупно            | 742         | 737         |